# ساروس خورشیدی ۱۱۳
ساروس ۱۱۳ دوره‌ای زمانی با چرخه‌ای حدود ۱۸ سال و ۱۱ روز و ۸ ساعت (تقریباً ۶۵۸۵ و یک سوم روز) است که شامل ۷۱ خورشیدگرفتگی می‌شود.

## رخدادها
| ساروس | عضو | تاریخ           | زمان (بزرگ‌ترین) ساعت هماهنگ جهانی | نوع    | مکان طول و عرض جغرافیایی | گاما    | قدر    | گُستره (km) | مدت زمان (دقیقه: ثانیه) | منبع |
| ----- | --- | --------------- | --------------------------------- | ------ | ------------------------ | ------- | ------ | ---------- | ----------------------- | ---- |
| ۱۱۳   | ۱   | ۲۲ ژوئیه ۵۸۶    | ۱:۰۷:۱۹                           | جزئی   | 68.6N 15.5W              | 1.488   | 0.0869 |            |                         |      |
| ۱۱۳   | ۲   | ۱ اوت ۶۰۴       | ۸:۳۷:۵۱                           | جزئی   | 69.5N 140.7W             | 1.4301  | 0.1981 |            |                         |      |
| ۱۱۳   | ۳   | ۱۲ اوت ۶۲۲      | ۱۶:۱۲:۴۳                          | جزئی   | 70.3N 92.4E              | 1.3763  | 0.3006 |            |                         |      |
| ۱۱۳   | ۴   | ۲۲ اوت ۶۴۰      | ۲۳:۵۴:۲۸                          | جزئی   | 71N 36.8W                | 1.3287  | 0.3906 |            |                         |      |
| ۱۱۳   | ۵   | ۳ سپتامبر ۶۵۸   | ۷:۴۲:۱۱                           | جزئی   | 71.5N 167.9W             | 1.2866  | 0.4693 |            |                         |      |
| ۱۱۳   | ۶   | ۱۳ سپتامبر ۶۷۶  | ۱۵:۳۷:۱۲                          | جزئی   | 71.8N 58.7E              | 1.2509  | 0.5352 |            |                         |      |
| ۱۱۳   | ۷   | ۲۴ سپتامبر ۶۹۴  | ۲۳:۳۹:۱۰                          | جزئی   | 71.8N 76.6W              | 1.2216  | 0.5889 |            |                         |      |
| ۱۱۳   | ۸   | ۵ اکتبر ۷۱۲     | ۷:۴۸:۵۴                           | جزئی   | 71.6N 146.2E             | 1.1989  | 0.6297 |            |                         |      |
| ۱۱۳   | ۹   | ۱۶ اکتبر ۷۳۰    | ۱۶:۰۴:۵۰                          | جزئی   | 71.2N 7.8E               | 1.1824  | 0.659  |            |                         |      |
| ۱۱۳   | ۱۰  | ۲۷ اکتبر ۷۴۸    | ۰:۲۶:۱۶                           | جزئی   | 70.5N 131.5W             | 1.1709  | 0.6789 |            |                         |      |
| ۱۱۳   | ۱۱  | ۷ نوامبر ۷۶۶    | ۸:۵۲:۵۲                           | جزئی   | 69.6N 88.5E              | 1.1644  | 0.6897 |            |                         |      |
| ۱۱۳   | ۱۲  | ۱۷ نوامبر ۷۸۴   | ۱۷:۲۳:۵۱                          | جزئی   | 68.7N 52W                | 1.1619  | 0.6934 |            |                         |      |
| ۱۱۳   | ۱۳  | ۲۹ نوامبر ۸۰۲   | ۱:۵۶:۳۵                           | جزئی   | 67.6N 167.8E             | 1.1616  | 0.6933 |            |                         |      |
| ۱۱۳   | ۱۴  | ۹ دسامبر ۸۲۰    | ۱۰:۳۰:۲۸                          | جزئی   | 66.5N 27.9E              | 1.1629  | 0.6904 |            |                         |      |
| ۱۱۳   | ۱۵  | ۲۰ دسامبر ۸۳۸   | ۱۹:۰۲:۵۸                          | جزئی   | 65.5N 111.2W             | 1.1638  | 0.6885 |            |                         |      |
| ۱۱۳   | ۱۶  | ۳۱ دسامبر ۸۵۶   | ۳:۳۴:۰۱                           | جزئی   | 64.5N 110.5E             | 1.1642  | 0.6875 |            |                         |      |
| ۱۱۳   | ۱۷  | ۱۱ ژانویه ۸۷۵   | ۱۱:۵۹:۱۱                          | جزئی   | 63.6N 25.9W              | 1.1603  | 0.6941 |            |                         |      |
| ۱۱۳   | ۱۸  | ۲۱ ژانویه ۸۹۳   | ۲۰:۲۰:۱۹                          | جزئی   | 62.8N 161W               | 1.1538  | 0.7054 |            |                         |      |
| ۱۱۳   | ۱۹  | ۲ فوریه ۹۱۱     | ۴:۳۲:۵۴                           | جزئی   | 62.1N 66.3E              | 1.141   | 0.7279 |            |                         |      |
| ۱۱۳   | ۲۰  | ۱۲ فوریه ۹۲۹    | ۱۲:۳۸:۴۰                          | جزئی   | 61.5N 64.5W              | 1.1233  | 0.759  |            |                         |      |
| ۱۱۳   | ۲۱  | ۲۳ فوریه ۹۴۷    | ۲۰:۳۳:۱۲                          | جزئی   | 61.2N 167.6E             | 1.0972  | 0.8049 |            |                         |      |
| ۱۱۳   | ۲۲  | ۶ مارس ۹۶۵      | ۴:۱۹:۵۹                           | جزئی   | 60.9N 41.8E              | 1.0655  | 0.8607 |            |                         |      |
| ۱۱۳   | ۲۳  | ۱۷ مارس ۹۸۳     | ۱۱:۵۵:۱۸                          | جزئی   | 60.9N 81.1W              | 1.0251  | 0.9317 |            |                         |      |
| ۱۱۳   | ۲۴  | ۲۷ مارس ۱۰۰۱    | ۱۹:۲۰:۵۶                          | حلقه‌ای | 61.1N 178W               | ۰٫۹۷۷۵  | ۰٫۹۶۳۷ | ۶۴۲        | ۲ دقیقه و ۲۶ ثانیه      |      |
| ۱۱۳   | ۲۵  | ۸ آوریل ۱۰۱۹    | ۲:۳۶:۰۰                           | حلقه‌ای | 60.6N 87.3E              | ۰٫۹۲۲۲  | ۰٫۹۶۶۳ | ۳۱۱        | ۲ دقیقه و ۲۳ ثانیه      |      |
| ۱۱۳   | ۲۶  | ۱۸ آوریل ۱۰۳۷   | ۹:۴۲:۴۰                           | حلقه‌ای | 60.7N 9.9W               | ۰٫۸۶۰۷  | ۰٫۹۶۷۹ | ۲۲۵        | ۲ دقیقه و ۲۱ ثانیه      |      |
| ۱۱۳   | ۲۷  | ۲۹ آوریل ۱۰۵۵   | ۱۶:۴۰:۳۲                          | حلقه‌ای | 60.8N 105.2W             | ۰٫۷۹۲۷  | ۰٫۹۶۸۷ | ۱۸۳        | ۲ دقیقه و ۲۲ ثانیه      |      |
| ۱۱۳   | ۲۸  | ۹ مه ۱۰۷۳       | ۲۳:۳۰:۳۵                          | حلقه‌ای | 60.3N 161.7E             | ۰٫۷۱۸۹  | ۰٫۹۶۹  | ۱۶۰        | ۲ دقیقه و ۲۷ ثانیه      |      |
| ۱۱۳   | ۲۹  | ۲۱ مه ۱۰۹۱      | ۶:۱۴:۳۲                           | حلقه‌ای | 58.7N 69.9E              | ۰٫۶۴۰۸  | ۰٫۹۶۸۷ | ۱۴۶        | ۲ دقیقه و ۳۷ ثانیه      |      |
| ۱۱۳   | ۳۰  | ۳۱ مه ۱۱۰۹      | ۱۲:۵۳:۴۷                          | حلقه‌ای | 55.9N 21.8W              | ۰٫۵۵۹۶  | ۰٫۹۶۷۸ | ۱۴۰        | ۲ دقیقه و ۵۱ ثانیه      |      |
| ۱۱۳   | ۳۱  | ۱۱ ژوئن ۱۱۲۷    | ۱۹:۲۸:۵۸                          | حلقه‌ای | 51.8N 114.2W             | ۰٫۴۷۵۶  | ۰٫۹۶۶۴ | ۱۳۸        | ۳ دقیقه و ۱۰ ثانیه      |      |
| ۱۱۳   | ۳۲  | ۲۲ ژوئن ۱۱۴۵    | ۲:۰۲:۴۴                           | حلقه‌ای | 46.6N 151.7E             | ۰٫۳۹۰۹  | ۰٫۹۶۴۵ | ۱۴۰        | ۳ دقیقه و ۳۵ ثانیه      |      |
| ۱۱۳   | ۳۳  | ۳ ژوئیه ۱۱۶۳    | ۸:۳۶:۰۴                           | حلقه‌ای | 40.5N 55.9E              | ۰٫۳۰۶۴  | ۰٫۹۶۲  | ۱۴۵        | ۴ دقیقه و ۶ ثانیه       |      |
| ۱۱۳   | ۳۴  | ۱۳ ژوئیه ۱۱۸۱   | ۱۵:۱۱:۳۸                          | حلقه‌ای | 33.9N 42W                | ۰٫۲۲۴۴  | ۰٫۹۵۹  | ۱۵۳        | ۴ دقیقه و ۴۲ ثانیه      |      |
| ۱۱۳   | ۳۵  | ۲۴ ژوئیه ۱۱۹۹   | ۲۱:۴۸:۳۱                          | حلقه‌ای | 26.8N 141.4W             | ۰٫۱۴۳۹  | ۰٫۹۵۵۷ | ۱۶۳        | ۵ دقیقه و ۲۱ ثانیه      |      |
| ۱۱۳   | ۳۶  | ۴ اوت ۱۲۱۷      | ۴:۳۰:۵۰                           | حلقه‌ای | 19.4N 117E               | ۰٫۰۶۸۶  | ۰٫۹۵۲  | ۱۷۶        | ۶ دقیقه و ۱ ثانیه       |      |
| ۱۱۳   | ۳۷  | ۱۵ اوت ۱۲۳۵     | ۱۱:۱۷:۲۳                          | حلقه‌ای | 11.9N 13.7E              | -۰٫۰۰۲۷ | ۰٫۹۴۸۱ | ۱۹۱        | ۶ دقیقه و ۴۰ ثانیه      |      |
| ۱۱۳   | ۳۸  | ۲۵ اوت ۱۲۵۳     | ۱۸:۱۱:۵۳                          | حلقه‌ای | 4.4N 91.8W               | -۰٫۰۶۷۱ | ۰٫۹۴۴  | ۲۰۷        | ۷ دقیقه و ۱۶ ثانیه      |      |
| ۱۱۳   | ۳۹  | ۶ سپتامبر ۱۲۷۱  | ۱:۱۲:۰۰                           | حلقه‌ای | 3S 161E                  | -۰٫۱۲۶۳ | ۰٫۹۳۹۸ | ۲۲۵        | ۷ دقیقه و ۴۸ ثانیه      |      |
| ۱۱۳   | ۴۰  | ۱۶ سپتامبر ۱۲۸۹ | ۸:۲۲:۰۲                           | حلقه‌ای | 10.1S 51.5E              | -۰٫۱۷۶۸ | ۰٫۹۳۵۷ | ۲۴۳        | ۸ دقیقه و ۱۵ ثانیه      |      |
| ۱۱۳   | ۴۱  | ۲۷ سپتامبر ۱۳۰۷ | ۱۵:۳۹:۰۴                          | حلقه‌ای | 16.9S 59.6W              | -۰٫۲۲۱۱ | ۰٫۹۳۱۷ | ۲۶۱        | ۸ دقیقه و ۳۹ ثانیه      |      |
| ۱۱۳   | ۴۲  | ۷ اکتبر ۱۳۲۵    | ۲۳:۰۵:۳۲                          | حلقه‌ای | 23.2S 172.5W             | -۰٫۲۵۷۴ | ۰٫۹۲۸۱ | ۲۷۹        | ۸ دقیقه و ۵۷ ثانیه      |      |
| ۱۱۳   | ۴۳  | ۱۹ اکتبر ۱۳۴۳   | ۶:۳۹:۲۵                           | حلقه‌ای | 29S 73.3E                | -۰٫۲۸۷۳ | ۰٫۹۲۴۷ | ۲۹۶        | ۹ دقیقه و ۱۲ ثانیه      |      |
| ۱۱۳   | ۴۴  | ۲۹ اکتبر ۱۳۶۱   | ۱۴:۲۱:۵۲                          | حلقه‌ای | 34.1S 42.1W              | -۰٫۳۱۰۱ | ۰٫۹۲۱۹ | ۳۱۰        | ۹ دقیقه و ۲۲ ثانیه      |      |
| ۱۱۳   | ۴۵  | ۹ نوامبر ۱۳۷۹   | ۲۲:۱۰:۲۹                          | حلقه‌ای | 38.3S 158W               | -۰٫۳۲۷۵ | ۰٫۹۱۹۵ | ۳۲۳        | ۹ دقیقه و ۲۹ ثانیه      |      |
| ۱۱۳   | ۴۶  | ۲۰ نوامبر ۱۳۹۷  | ۶:۰۴:۱۸                           | حلقه‌ای | 41.6S 85.7E              | -۰٫۳۴۰۷ | ۰٫۹۱۷۸ | ۳۳۳        | ۹ دقیقه و ۳۲ ثانیه      |      |
| ۱۱۳   | ۴۷  | ۱ دسامبر ۱۴۱۵   | ۱۴:۰۲:۳۲                          | حلقه‌ای | 43.7S 30.7W              | -۰٫۳۵۰۳ | ۰٫۹۱۶۶ | ۳۳۹        | ۹ دقیقه و ۳۱ ثانیه      |      |
| ۱۱۳   | ۴۸  | ۱۱ دسامبر ۱۴۳۳  | ۲۲:۰۳:۴۴                          | حلقه‌ای | 44.6S 147.3W             | -۰٫۳۵۷۹ | ۰٫۹۱۶۲ | ۳۴۲        | ۹ دقیقه و ۲۵ ثانیه      |      |
| ۱۱۳   | ۴۹  | ۲۳ دسامبر ۱۴۵۱  | ۶:۰۵:۲۰                           | حلقه‌ای | 44.3S 96E                | -۰٫۳۶۵۱ | ۰٫۹۱۶۴ | ۳۴۲        | ۹ دقیقه و ۱۶ ثانیه      |      |
| ۱۱۳   | ۵۰  | ۲ ژانویه ۱۴۷۰   | ۱۴:۰۵:۵۶                          | حلقه‌ای | 43.1S 20.7W              | -۰٫۳۷۳۳ | ۰٫۹۱۷۳ | ۳۳۹        | ۹ دقیقه و ۲ ثانیه       |      |
| ۱۱۳   | ۵۱  | ۱۳ ژانویه ۱۴۸۸  | ۲۲:۰۳:۴۵                          | حلقه‌ای | 41S 137.4W               | -۰٫۳۸۴  | ۰٫۹۱۸۸ | ۳۳۳        | ۸ دقیقه و ۴۵ ثانیه      |      |
| ۱۱۳   | ۵۲  | ۲۴ ژانویه ۱۵۰۶  | ۵:۵۸:۰۷                           | حلقه‌ای | 38.3S 106.1E             | -۰٫۳۹۷۹ | ۰٫۹۲۰۹ | ۳۲۵        | ۸ دقیقه و ۲۶ ثانیه      |      |
| ۱۱۳   | ۵۳  | ۴ فوریه ۱۵۲۴    | ۱۳:۴۵:۳۵                          | حلقه‌ای | 35.4S 9.3W               | -۰٫۴۱۷۶ | ۰٫۹۲۳۵ | ۳۱۵        | ۸ دقیقه و ۵ ثانیه       |      |
| ۱۱۳   | ۵۴  | ۱۴ فوریه ۱۵۴۲   | ۲۱:۲۷:۲۳                          | حلقه‌ای | 32.5S 123.8W             | -۰٫۴۴۲۴ | ۰٫۹۲۶۵ | ۳۰۵        | ۷ دقیقه و ۴۴ ثانیه      |      |
| ۱۱۳   | ۵۵  | ۲۶ فوریه ۱۵۶۰   | ۵:۰۰:۴۴                           | حلقه‌ای | 29.9S 123.5E             | -۰٫۴۷۴۱ | ۰٫۹۲۹۹ | ۲۹۴        | ۷ دقیقه و ۲۲ ثانیه      |      |
| ۱۱۳   | ۵۶  | ۸ مارس ۱۵۷۸     | ۱۲:۲۶:۵۲                          | حلقه‌ای | 27.7S 12.3E              | -۰٫۵۱۲  | ۰٫۹۳۳۶ | ۲۸۴        | ۷ دقیقه و ۱ ثانیه       |      |
| ۱۱۳   | ۵۷  | ۲۸ مارس ۱۵۹۶    | ۱۹:۴۳:۱۹                          | حلقه‌ای | 26.3S 96.5W              | -۰٫۵۵۸۳ | ۰٫۹۳۷۳ | ۲۷۵        | ۶ دقیقه و ۴۲ ثانیه      |      |
| ۱۱۳   | ۵۸  | ۹ آوریل ۱۶۱۴    | ۲:۵۲:۵۸                           | حلقه‌ای | 25.7S 156.2E             | -۰٫۶۱۰۳ | ۰٫۹۴۱۱ | ۲۶۸        | ۶ دقیقه و ۲۲ ثانیه      |      |
| ۱۱۳   | ۵۹  | ۱۹ آوریل ۱۶۳۲   | ۹:۵۴:۳۰                           | حلقه‌ای | 26.4S 50.8E              | -۰٫۶۶۹۴ | ۰٫۹۴۴۷ | ۲۶۷        | ۶ دقیقه و ۳ ثانیه       |      |
| ۱۱۳   | ۶۰  | ۳۰ آوریل ۱۶۵۰   | ۱۶:۴۸:۴۹                          | حلقه‌ای | 28.5S 52.9W              | -۰٫۷۳۴۷ | ۰٫۹۴۸۱ | ۲۷۴        | ۵ دقیقه و ۴۳ ثانیه      |      |
| ۱۱۳   | ۶۱  | ۱۰ مه ۱۶۶۸      | ۲۳:۳۷:۲۴                          | حلقه‌ای | 32.3S 155.4W             | -۰٫۸۰۴۹ | ۰٫۹۵۱  | ۲۹۶        | ۵ دقیقه و ۲۱ ثانیه      |      |
| ۱۱۳   | ۶۲  | ۲۲ مه ۱۶۸۶      | ۶:۲۱:۲۰                           | حلقه‌ای | 38.6S 103.3E             | -۰٫۸۷۹۱ | ۰٫۹۵۳۳ | ۳۵۳        | ۴ دقیقه و ۵۶ ثانیه      |      |
| ۱۱۳   | ۶۳  | ۲ ژوئن ۱۷۰۴     | ۱۳:۰۲:۳۶                          | حلقه‌ای | 49.1S 3.4E               | -۰٫۹۵۶۱ | ۰٫۹۵۴۲ | ۵۷۸        | ۴ دقیقه و ۲۶ ثانیه      |      |
| ۱۱۳   | ۶۴  | ۱۳ ژوئن ۱۷۲۲    | ۱۹:۴۰:۱۹                          | جزئی   | 65.2S 93.5W              | -1.0364 | 0.9083 |            |                         |      |
| ۱۱۳   | ۶۵  | ۲۴ ژوئن ۱۷۴۰    | ۲:۱۸:۵۴                           | جزئی   | 66.2S 156.7E             | -1.1163 | 0.7697 |            |                         |      |
| ۱۱۳   | ۶۶  | ۵ ژوئیه ۱۷۵۸    | ۸:۵۷:۴۴                           | جزئی   | 67.2S 46.4E              | -1.1961 | 0.6302 |            |                         |      |
| ۱۱۳   | ۶۷  | ۱۵ ژوئیه ۱۷۷۶   | ۱۵:۳۹:۲۹                          | جزئی   | 68.2S 65.1W              | -1.2739 | 0.4935 |            |                         |      |
| ۱۱۳   | ۶۸  | ۲۶ ژوئیه ۱۷۹۴   | ۲۲:۲۴:۲۷                          | جزئی   | 69.1S 178W               | -1.3496 | 0.3599 |            |                         |      |
| ۱۱۳   | ۶۹  | ۷ اوت ۱۸۱۲      | ۵:۱۵:۵۰                           | جزئی   | 70S 67E                  | -1.4205 | 0.2343 |            |                         |      |
| ۱۱۳   | ۷۰  | ۱۸ اوت ۱۸۳۰     | ۱۲:۱۳:۳۵                          | جزئی   | 70.7S 50.2W              | -1.4866 | 0.1171 |            |                         |      |
| ۱۱۳   | ۷۱  | ۲۸ اوت ۱۸۴۸     | ۱۹:۱۸:۲۲                          | جزئی   | 71.3S 169.6W             | -1.5475 | 0.009  |            |                         |      |